# Scarpa d'oro 1989

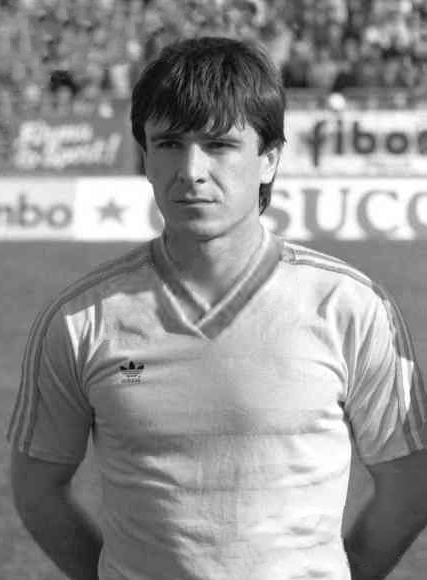
Dorin Mateuț, vincitore del titolo

La Scarpa d'oro 1989 è il riconoscimento calcistico che è stato assegnato al miglior marcatore assoluto in Europa tenendo presente le marcature segnate nel rispettivo campionato nazionale nella stagione 1988-1989. Il vincitore del premio è stato Dorin Mateuț con 43 reti nella Divizia A.

## Classifica finale
| Pos | Campionato       | Nome                            | Squadra           | Gol |
| --- | ---------------- | ------------------------------- | ----------------- | --- |
| 1   | Divizia A        | Dorin Mateuț                    | Dinamo Bucarest   | 43  |
| 2   | Divizia A        | Marcel Coraș                    | Victoria Bucarest | 36  |
| 3   | Primera División | Baltazar Maria de Morais Júnior | Atlético Madrid   | 35  |